# Шарлевоа (окръг, Мичиган)
Окръг Шарлевоа (на английски: Charlevoix County) е окръг в щата Мичиган, Съединени американски щати. Площта му е 3603 km², а населението - 26 244 души (2018). Административен център е град Шарлъвой.